# 雅莱什
雅莱什（法語：Jalesches，法語發音：[ʒalɛʃ]）是法国克勒兹省的一个市镇，属于盖雷区。

## 地理
雅莱什（46°18'4"N, 2°5'45"E）面积8.45 平方千米，位于法国新阿基坦大区克勒兹省，该省份为法国中部省份，位于法國中央高原西北部，北起安德尔省和谢尔省，西接维埃纳省，南至科雷兹省，东临多姆山省，东北与阿列省接壤。
与雅莱什接壤的市镇（或旧市镇、城区）包括：沙特吕马尔瓦莱、克吕尼亚、拉达佩尔、圣迪济耶莱多迈讷。

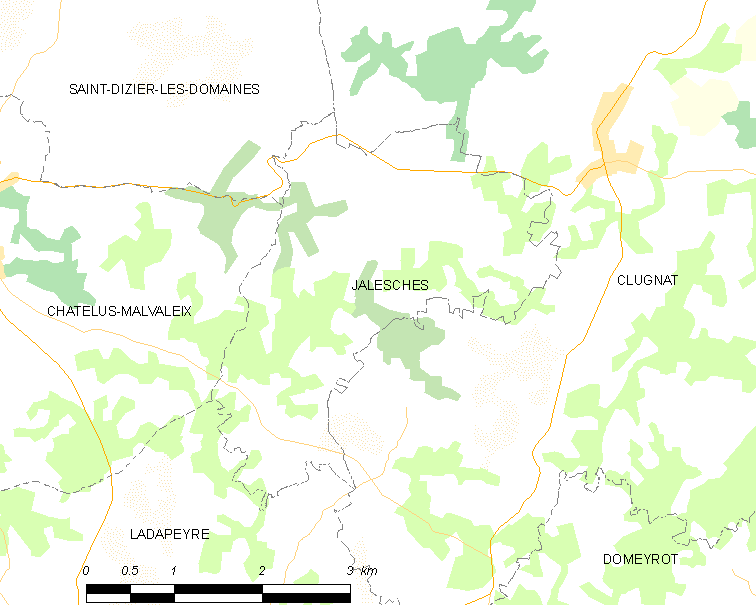
雅莱什的OSM定位图

雅莱什的时区为UTC+01:00、UTC+02:00（夏令时）。

## 行政
雅莱什的邮政编码为23270，INSEE市镇编码为23098。

## 政治
雅莱什所属的省级选区为布萨克县。

## 人口

1962-2008年间雅莱什人口变化图示

雅莱什于2022年1月1日时的人口数量为94人。